# Alain Deloeuil
Alain Deloeuil (Marchiennes, 24 oktober 1954) is een Franse voormalige wielrenner en ploegleider.
Deloeuil werd in 1977, 1981 en 1982 tweede in Parijs-Roubaix voor amateurs. Bij de oprichting van de wielerploeg Cofidis in 1997 werd hij er ploegleider.